# Đất Mũi
Đất Mũi là một xã thuộc tỉnh Cà Mau, Việt Nam.

## Địa lý
Xã Đất Mũi là xã cực Nam trên đất liền của Việt Nam. Ở đây có mốc tọa độ quốc gia, Vườn quốc gia Mũi Cà Mau, có vị trí địa lý:
- Phía đông giáp xã Phan Ngọc Hiển
- Phía nam giáp Biển Đông
- Phía tây giáp Vịnh Thái Lan
- Phía bắc giáp xã Đất Mới.

Xã Đất Mũi có diện tích 271,2 km², dân số năm 2024 là 33.298 người, mật độ dân số đạt 122 người/km².

## Lịch sử
Ngày 25 tháng 7 năm 1979, Hội đồng Chính phủ ban hành Quyết định số 275-CP về việc thành lập xã Đất Mũi thuộc huyện Năm Căn trên cơ sở một phần của xã Viên An.
Ngày 17 tháng 12 năm 1984, Hội đồng Chính phủ ban hành Quyết định số 168-HĐBT về việc:
- Đổi tên huyện Năm Căn thành huyện Ngọc Hiển.
- Chuyển xã Đất Mũi thuộc Năm Căn về huyện Ngọc Hiển mới đổi tên quản lý.

Ngày 6 tháng 11 năm 1996, Quốc hội ban hành Nghị quyết về việc chia tỉnh Minh Hải thành tỉnh Bạc Liêu và tỉnh Cà Mau. Khi đó, xã Đất Mũi thuộc huyện Ngọc Hiển, tỉnh Cà Mau.
Ngày 31 tháng 12 năm 2020, UBND tỉnh Cà Mau ban hành Quyết định số 2541/QĐ-UBND về việc công nhận đô thị Đất Mũi đạt tiêu chuẩn đô thị loại V.
Tính đến ngày 31/12/2024, xã Đất Mũi có 11 ấp: Cái Hoãng, Cái Mòi, Cái Xép, Cồn Mũi, Khai Long, Kinh Đào, Kinh Đào Đông, Mũi, Rạch Tàu, Rạch Tàu Đông, Rạch Thọ.
Ngày 12 tháng 6 năm 2025, Quốc hội ban hành Nghị quyết số 202/2025/QH15 về việc sắp xếp đơn vị hành chính cấp tỉnh (nghị quyết có hiệu lực từ ngày 12 tháng 6 năm 2025). Theo đó, sáp nhập tỉnh Bạc Liêu vào tỉnh Cà Mau.
Ngày 16 tháng 6 năm 2025, Ủy ban Thường vụ Quốc hội ban hành Nghị quyết số 1655/NQ-UBTVQH15 về việc sắp xếp các đơn vị hành chính cấp xã của tỉnh Cà Mau năm 2025 (nghị quyết có hiệu lực từ ngày 16 tháng 6 năm 2025). Theo đó, điều chỉnh 119,3 km² diện tích tự nhiên, quy mô dân số là 15.266 người của xã Viên An thuộc huyện Ngọc Hiển và điều chỉnh 4,7 km² diện tích tự nhiên, không có người sinh sống của cụm đảo Hòn Khoai của xã Tân Ân thuộc huyện Ngọc Hiển vào toàn bộ 147,2 km² diện tích tự nhiên, quy mô dân số là 18.032 người xã Đất Mũi thuộc huyện Ngọc Hiển.
Xã Đất Mũi có 271,2 km² diện tích tự nhiên và quy mô dân số là 33.298 người.

## Du lịch
Xã Đất Mũi có:
- Khu du lịch Đất Mũi
- Khu du lịch Khai Long
- Mốc tọa độ GPS 0001
- Vườn Quốc gia Mũi Cà Mau
- Quần đảo Hòn Khoai

## Giao thông
Mạng lưới giao thông đường bộ đường Hồ Chí Minh đã được xây dựng và hoàn thiện đến trung tâm hành chính xã. Từ trung tâm hành chính xã đến các ấp  đã có đường giao thông bề mặt bê tong, chưa phù hợp cho xe du lịch loại lớn.
Giao thông đường thủy phát triển mạnh nhờ hệ thống kênh, rạch dày đặc.